# Пітер Ґордон (яхтсмен)
Пітер Ґордон (англ. Peter Gordon, 16 серпня 1882 — 26 червня 1975) — канадський яхтсмен.
Срібний призер Олімпійських Ігор 1932 року в класі 8 метрів.